# Henry Hope (banquier)
Pour les articles homonymes, voir Henry Hope.
Henry Hope, né en 1735 à Quincy (Massachusetts) et mort le 25 février 1811 à Londres, est un banquier et marchand d'origine britannique établi à Amsterdam. Il fut associé à la fondation de la holding de banque Hope & Co. en 1762, avant d'en prendre la direction.

## Origines
Fils du marchand Henry Hope, établi à Rotterdam, et de Sarah Willard, tous deux nés en Écosse, Henry Hope the younger naît dans la banlieue nord de Boston où ses parents s'étaient établis après le krach de 1720. Il est le neveu de Thomas Hope (1704–1779), administrateur de la Compagnie néerlandaise des Indes orientales (VOC) et le petit-fils d'Archibald Hope (1664–1743), fondateur de cette lignée de négociants et financiers.
Âgé de 13 ans, il est envoyé par son père étudier à Londres. En 1754, il entre en apprentissage dans la maison de banque Gurnell, Hoare, & Harman. En 1762, il rejoint à Amsterdam son oncle Thomas, qui dirige les affaires familiales sous la raison sociale Hope Brothers (ou The Hopes), bientôt rebaptisée Hope & Co., au moment du regroupement sous ce nom de l'ensemble des filiales : cette holding joua un rôle important dans les dernières années de la VOC.

## Carrière
Hope & Co. prend son véritable essor durant la guerre de Sept Ans en accordant de nombreux prêts à plusieurs États belligérants, puis en réussissant à contrôler le commerce des diamants venus du Brésil et celui du sucre en direction de la Russie. Henry Hope est au cœur des négociations, associé à son cousin Jan/John Hope (1737-1784) et à ses oncles. Attiré par les arts, il devient également courtier pour le compte de Catherine II de Russie. En 1779, il prend la tête de Hope & Co. et sa fortune connaît alors une croissance extraordinaire : il compte parmi les hommes les plus riches d'Europe.
Jamais marié, sans enfant et un temps malade, il décide alors d'adopter son employé et bras droit John Williams, lequel se marie en 1782 à Ann Goddard, la propre nièce d'Henry, puis de transformer son nom en celui de John Williams Hope. Ce dernier eut un fils, William Hope qui partit vivre à Paris mener grand train.
En 1769, la famille Hope prête 100 000 florins l'hypothèque de la plantation Liverpool, exploitation esclavagiste de café au Suriname, alors colonie néerlandaise,.

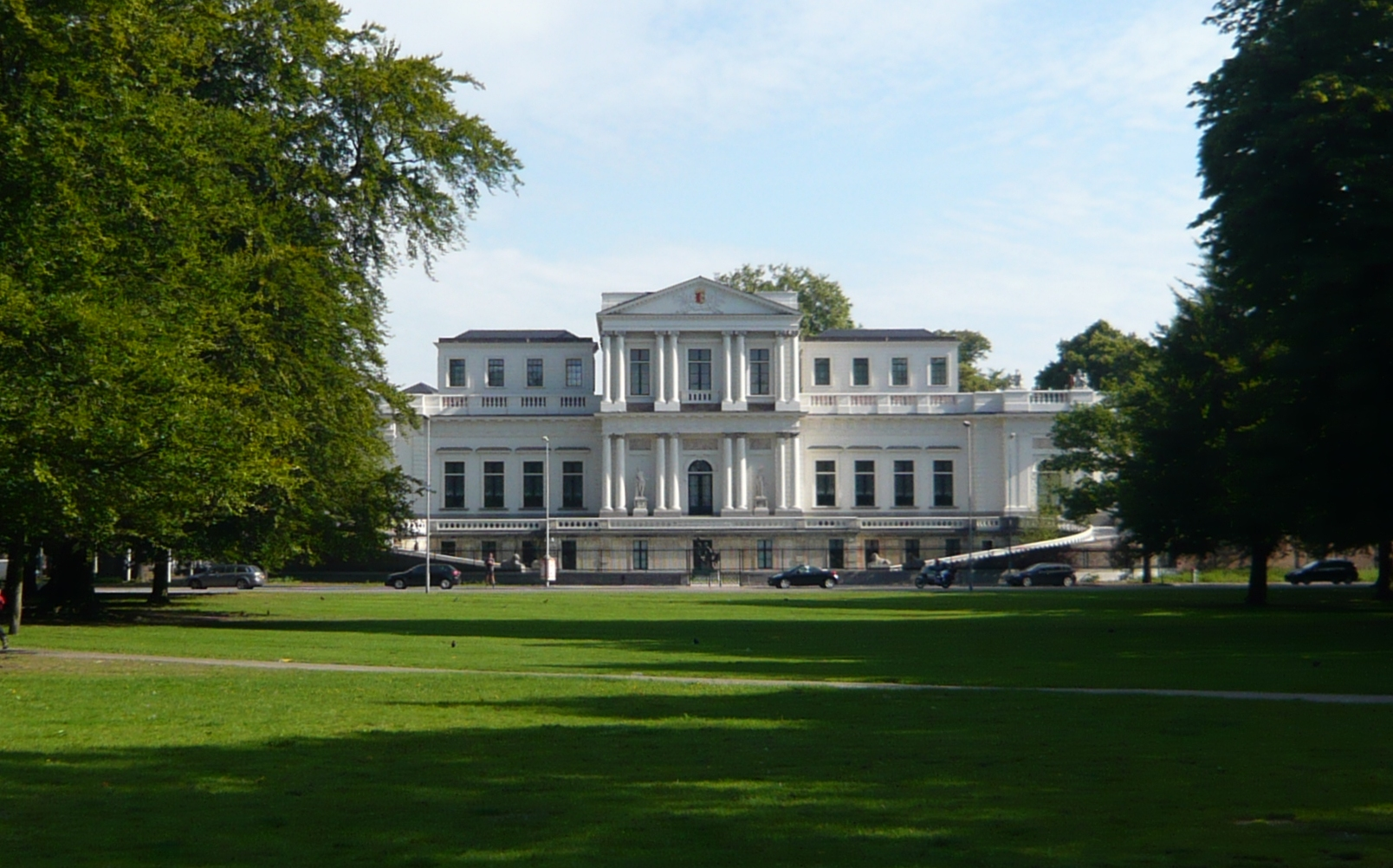
La villa Welgelegen à Haarlem.

Entre 1769 et 1781, Henry Hope fait construire à Haarlem la villa Welgelegen (en), joyau néoclassique, où il reçoit de nombreuses personnalités indépendantistes américaines comme Thomas Jefferson, Benjamin Franklin, John Adams, pour lesquelles Hope négociait des prêts. Proche de la famille d'Orange-Nassau, il reçoit durant l'été la princesse Wilhelmine.
En 1786, l'économiste Adam Smith dédie la quatrième édition de son ouvrage La Richesse des nations à Henry Hope.

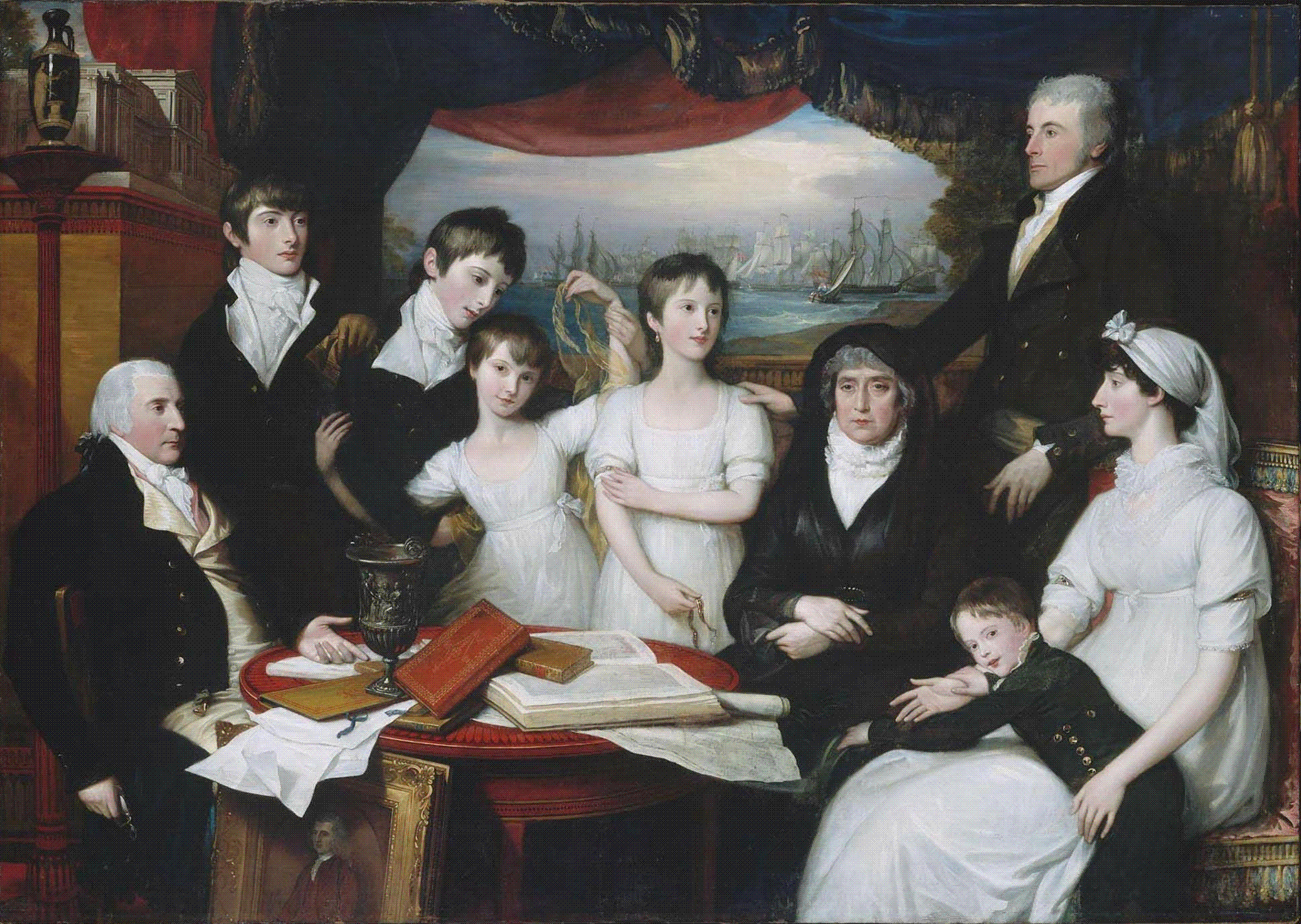
La famille d'Henry Hope (à gauche), réfugiée en Grande-Bretagne en 1804.

En 1794, face à l'avancée des troupes révolutionnaires françaises, il quitte Amsterdam pour Londres avec 372 tableaux issus de ses collections. Là, il fonde la branche anglaise de Hope & Co. et se lie d'amitié avec le financier Francis Baring qui lui confie son fils Alexander, lequel devient bientôt associé d'Hope & Co. Henry et Francis se spécialisent dans les transactions immobilières de haut niveau, achetant ou vendant des terrains aux membres de la noblesse britannique. En 1804, Hope et Baring émettent des actions afin de financer l'achat par les États-Unis de la Louisiane. Tous deux possédaient de nombreuses terres dans la région du Maine mais aussi dans le Massachusetts, desquelles ils tirèrent un important bénéfice durant les transactions.
À sa mort en 1811, Henry Hope laisse une fortune estimée à plus de 12 millions de florins, comprenant de nombreuses propriétés en Europe et aux États-Unis, ainsi qu'une importante collection de tableaux qui fut en partie léguée au Musée des beaux-arts de Boston.

## Source
- Archives Hope & Co. de la ville d'Amsterdam